# 多為神社 (関市)
多為神社（たいじんじゃ）は、岐阜県関市にある神社。美濃国加茂郡の式内社で旧社格は郷社。

## 祭神
- 大須禰比売命

女神らしいが詳細は不明。昭和の『神社明細帳』に初めて見え、明治時代の『神社明細帳』には祭神不詳とあり、大正10年（1921年）の『美濃国加茂郡誌』によれば神体として木像が2体あるが、古くは3体あって神座も3座あるという。

## 由緒
創祀年代等不明。『延喜式神名帳』に国幣の小社に列し、国内神名帳の『美濃国神名記』にも「従五位下 多井明神」と見える。「多井宮」とも称され、寛文5年（1665年）に代官により神域を守護する旨の禁札が出され、天保10年（1839年）頃に社殿が腐朽し祭祀も中絶、明治5年（1872年）頃迄は隣村（大杉村）の村民により細々と維持されて来た。明治6年に郷社に列し、同40年3月27日に神饌幣帛料供進神社の指定を受けた。

## 社殿
現在の本殿は昭和47年（1972年）の再建。

## 交通
- 関市内巡回バス中央病院・田原線（デマンドバス）「大杉」バス停下車、徒歩15分

## 周辺施設
- 関市立田原小学校
- 中日本航空専門学校